# 女装妹妹从没少过麻烦
《女装妹妹从没少过麻烦》（原名：《女装顶包妹妹从没少过麻烦》）是连载在中国大陆轻小说发布平台轻文轻小说上的一部轻小说作品，由疯浪所创作并获得轻文2017夏季徵文大賽最佳青春日常獎。Blue Fiddich製作組使用轻文轻小说的IQA引擎将这部轻小说改编为视觉小说，最初发布在轻文轻小说的演绘区，后来于2018年3月19日上架Steam游戏平台，同时有实体版发售。

## 故事情节
左小佳是一名热爱ACG文化的御宅族男大学生，他的妹妹左晴雨是女子偶像团体Awaken youth的队长，但左小佳一直对外保密他和晴雨的兄妹关系。后来由于左晴雨生病了，他便拜託左小佳男扮女装的代替妹妹去参加排练以及开演唱会。一場青春日常的故事就由此展開了。

## 游戏系统
作为一部视觉小说，《女装妹妹从没少过麻烦》是用轻文轻小说开放的IQA引擎制作的，这个视觉小说引擎基于HTML5技术，所以也可以在智能手机等移动设备上访问网页版游玩。虽然游戏已经从轻文轻小说平台移植到Steam游戏平台，但玩家仍然需要先注册轻文轻小说的帐号才能在Steam游戏平台上进行游戏。

## 角色
左小佳（声优：愛米粒）
游戏男主角，是御宅族和妹控，是左晴雨的哥哥，后来因为妹妹生病而男扮女装代替妹妹参加偶像团体的活动。
左晴雨（声优：抖S喵）
左小佳的妹妹，是女子偶像团体Awaken youth的成员。
解光毅（声优：DK）
左小佳的同学，是女子偶像团体Awaken youth的粉丝。
苏梦（声优：靈縭心）
左小佳为数不多的女性朋友，对ACG文化有所了解，因此也理解左小佳的御宅族爱好。
若衣（声优：息九泱）
小藝（声优：氧氣絲兒）
徐欣妍（声优：璟玥）
Aweken youth的隊長。
雅音（声优：紫蘇九月）
喬（声优：蘇子蕪）

## 制作
作者疯浪在创作这部轻小说之前，曾经创作过其他的轻小说作品，但人气并不高。后来他以较为流行的伪娘和妹控元素为题材，创作了《女装顶包妹妹从没少过麻烦》，后改名为《女装妹妹从没少过麻烦》，随后在轻文轻小说平台上受到欢迎，并获得轻文2017夏季徵文大賽最佳青春日常獎。随后这部轻小说被改编为游戏，上传到浪轻文轻小说平台的演绘区，后来又通过Steam游戏平台的审核并上架到Steam平台上。

## 评价
游戏上架Steam游戏平台后，评价褒贬不一。伪娘和妹控题材吸引了不少玩家。但也有很多玩家对游戏系统感到不满。玩家指出，这款游戏从轻文轻小说平台移植到Steam游戏平台后，并没有对游戏系统进行优化，存在着用户界面对PC端不友好、游玩时需要从互联网上加载内容而不是从本地读取而导致网速太慢时影响游戏体验、自动阅读模式下不能调节文字速度等问题。